# شب‌کاری
شب‌کاری (انگلیسی: Moonlighting) فیلمی درام در سبک برشی از زندگی به کارگردانی یژی اسکولیموفسکی محصول سال ۱۹۸۲ است. از بازیگران آن می‌توان به جرمی آیرونز و دیوید کالدر اشاره کرد. فیلم همان سال جایزه بهترین فیلم‌نامه جشنواره کن را از آنِ خود کرد و از آثار شاخص اسکولیموفسکی به شمار می‌رود.